# Голям Буенос Айрес
Голям Буенос Айрес е метрополен регион в Аржентина.
Той е сред 20-те най-населени метрополни региони в света с население от 12 801 365 жители (оценка, 2010 г.) и площ от 3830 кв. км, което по население го прави по-мащабен от Голям Лондон.
В Голям Буенос Айрес живее около 1/3 от населението на Аржентина. Включва столицата Буенос Айрес и прилежащите ѝ 24 административни единици на север, юг и запад. На изток метрополният регион граничи с река Ла Плата, която е негова естествена източна граница.